# Inskip Channel
Inskip Channel is een natuurlijk kanaal in het westen van Brits-Columbia in Canada.

## Geografie
Het kanaal ligt in de eilandengroep Haida Gwaii voor de westkust van Moresby Island. Het kanaal ligt tussen Hibben Island in het zuiden en Moresby Island in het noorden. In het westen mondt het kanaal uit in de Englefield Bay. In het zuidoosten sluit het kanaal aan op het vanuit het zuidwesten komende Moore Channel. In het noordwesten komt de Scurity Inlet uit op het kanaal.
Het waterlichaam ligt in de mariene ecoregio Noord-Amerikaans Pacifisch Fjordland.

## Geschiedenis
Het kanaal is vernoemd naar George Hastings Inskip (1823-1915), master van de HMS Virago.